# 拾寅
拾寅（しゅういん、生年不詳 - 481年）は、吐谷渾の首長。南朝宋からは河南王、北魏からは西平王の冊封を受けたが、北魏の侵攻を招いた。

## 生涯
樹洛干の子として生まれた。南朝宋から432年に平北将軍、439年に平西将軍の号を受けた。444年、北魏の晋王拓跋伏羅が吐谷渾に侵攻すると、拾寅は河西に逃亡したが、追撃を受けて5000人を失った。452年、慕利延が死去すると、拾寅が後を嗣いだ。南朝宋により使持節・都督西秦河沙三州諸軍事・安西将軍・護羌校尉・秦河二州刺史に任じられ、河南王に封じられた。また北魏により鎮西大将軍・沙州刺史に任じられ、西平王に封じられた。453年、南朝宋により鎮西大将軍・開府儀同三司の位を受けた。461年、拾寅は南朝宋に使者を派遣して孝武帝に善舞馬と四角羊を献上した。467年、南朝宋により征西大将軍の号に進められた。拾寅は北魏に朝貢しなかったため、470年に北魏の長孫観の攻撃を受け、曼頭山で敗れて数百騎で逃走した。拾寅の従弟の豆勿来や渠帥の匹婁抜累らが北魏に降った。拾寅の部落は飢えに苦しみ、たびたび澆河に侵攻した。473年、再び北魏の上党王長孫観の攻撃を受けた。拾寅は謝罪して降伏を願い出た。474年、拾寅は子の費斗斤を北魏に入朝させた。475年、南朝宋により車騎大将軍の号に進められた。479年、南朝斉により驃騎大将軍の号に進められた。
拾寅の統治下の吐谷渾では書契（契約文書）が用いられ、城池が建てられ、宮殿が築かれた。吐谷渾の小王たちはいずれも邸宅を立てた。また吐谷渾の国中に仏教が広まったという。
481年、拾寅は死去し、子の度易侯が後を嗣いだ。

## 子女
- 度易侯
- 費斗斤

## 参考資料
- 『宋書』鮮卑吐谷渾伝
- 『南斉書』河南伝
- 『魏書』吐谷渾伝
- 『梁書』諸夷伝
- 『北史』四夷伝下
- 『南史』夷貊伝下